# Minamoto no Josicune
Minamoto no Josicune (japánul: 源義経, Hepburn-átírással: Minamoto no Yoshitsune) Minamoto no Jositomo legkisebb fia, a kései Heian-kor és a korai Kamakura-kor kiemelkedő hadvezére. Az 1185-ös dannourai csata során vezetésével a Minamoto család végleg leszámolt az ellenséges Tairákkal. Bátyja hatalomvágya elől menekülve évekig vándorolt szerte az országban. Végül 1189. június 15-én szeppukut hajtott végre, miután egy szövetségese elárulta őt. Josicune minden bizonnyal a kor egyik legnépszerűbb figurája volt. Nevét számos legenda, kabuki darab, regény és film őrzi.

## Élete

### Gyermekkora

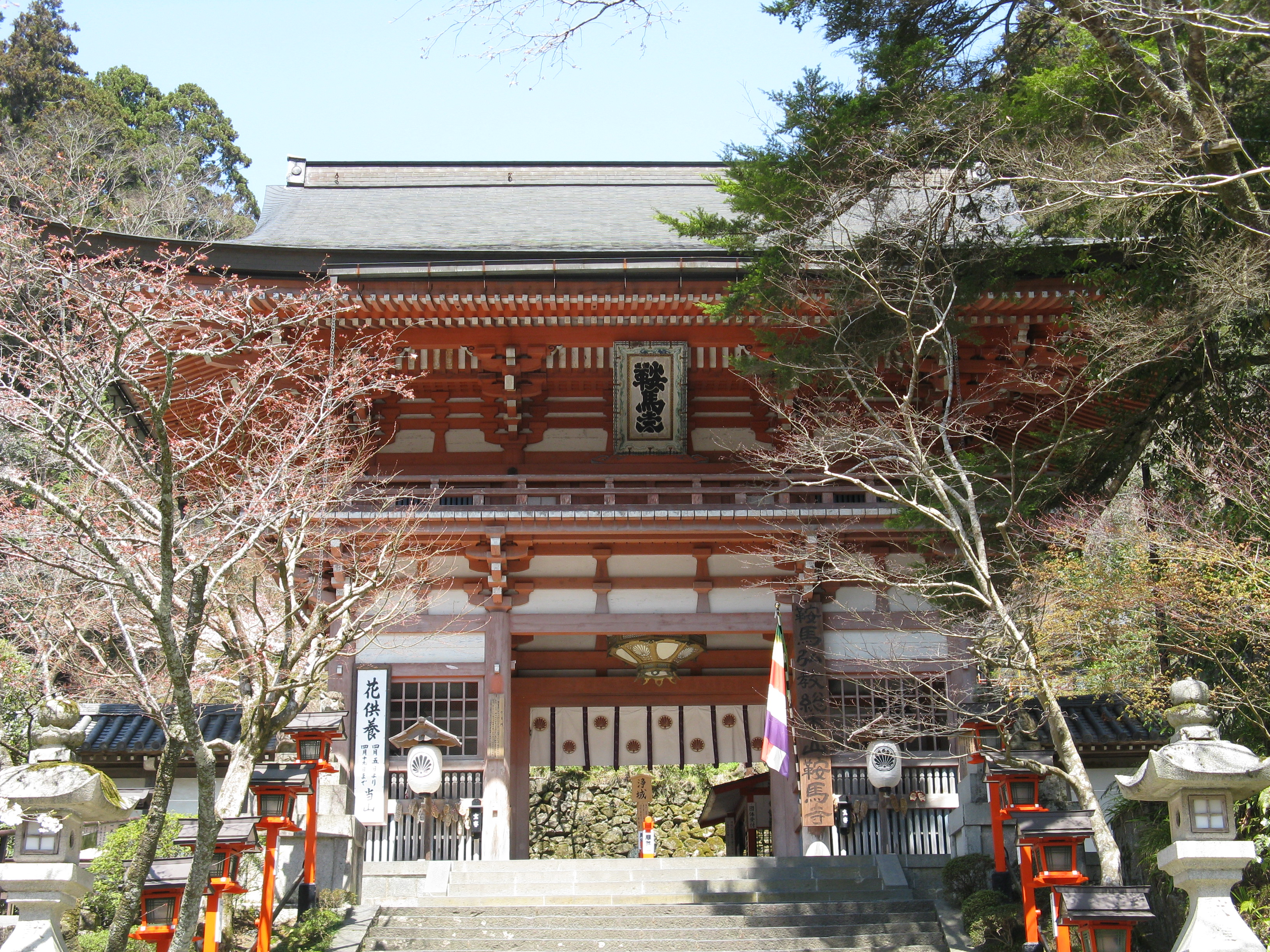
A Kurama-dera bejárati kapuja

Josicune 1159-ben látta meg a napvilágot Minamoto no Jositomo kilencedik és Tokiva Gozen harmadik fiaként. Gyermekkori neve Usivakamaru volt, de hívták Kuró Onzósinak is, ami azt jelenti, hogy a kilencedik fiú. Apja nem sokkal legkisebb fia születése után, 1160 januárjában életét vesztette az úgynevezett Heidzsi-lázadás során. Az ütközetben két legidősebb bátyja, Minamoto no Tomonaga és Minamoto no Josihira, szintén elestek. Az esetet követő megtorlás következtében Josicune bátyja, Joritomo, a Tairákkal szövetségben álló Hódzsó család megfigyelése alá került, míg Josicune édesanyjával együtt a Tairáknál raboskodott. Hogy mentse fia életét, Tokiva Gozen felajánlotta magát ellenségüknek Taira no Kijomorinak. Mikor Josicune tíz éves lett Kijomori a Kiotó közelében lévő Kurama-derába küldte őt, hogy szerzetesnek tanuljon. A legenda szerint ekkortájt ismerte meg hűséges társát Szaitó Muszasibó Benkeit.

### Josicune szerepe aGenpei-háborúban
Joritomo 1180-ban harcra szólította fel a Gendzsik megmaradt szövetségeseit és mindazokat, akiket a Heike törvények elnyomtak. A felhívás hatására Josicune Benkeiel az oldalán csatlakozott bátyjához. Az első tényleges ütközetre az Udzsi-hídnál került sor. Bár a csatát elvesztették a Minamotok, a Tairák jelentős károkat szenvedtek el. Maga Taira no Kijomori nem sokkal a csata után, 1181 márciusában meghalt. 1182-ben Joritomo unokatestvére Minamoto no Josinaka (más néven Kiszo no Josinaka) bevonult a fővárosba és megkapta Go-Sirakava császártól a sógun címet. Ezzel bár visszavonulásra késztette a Tairákat, kivívta Joritomo haragját, aki a Minamoto család fejeként a sógun címet is magáénak akarta tudni. Ezért arra utasította öccseit, Josicunét és Norijorit, hogy végezzenek Josinakával. A két férfi 1184. elején felvonult Kiotó elé, ezzel menekülésre sarkallva Josinakát. A döntő csatára Avazunál (a mai Ócu) került sor. Az ütközetben elesett Josinaka és tejtestvére, Imai Kanehira is. A következő tavasszal Josicune és Norijori támadást indítottak a Tairák Icsi no taninál lévő bázisa ellen. A támadás két hullámban zajlott; először is Norijori kelet felől indította el csapatait, majd Josicune alig százfős lovasságával az északi hegygerinc irányából csatlakozott hozzájuk. Az csata csupán néhány órán át tartott, s a Minamotok elsöprő győzelmével ért véget. 

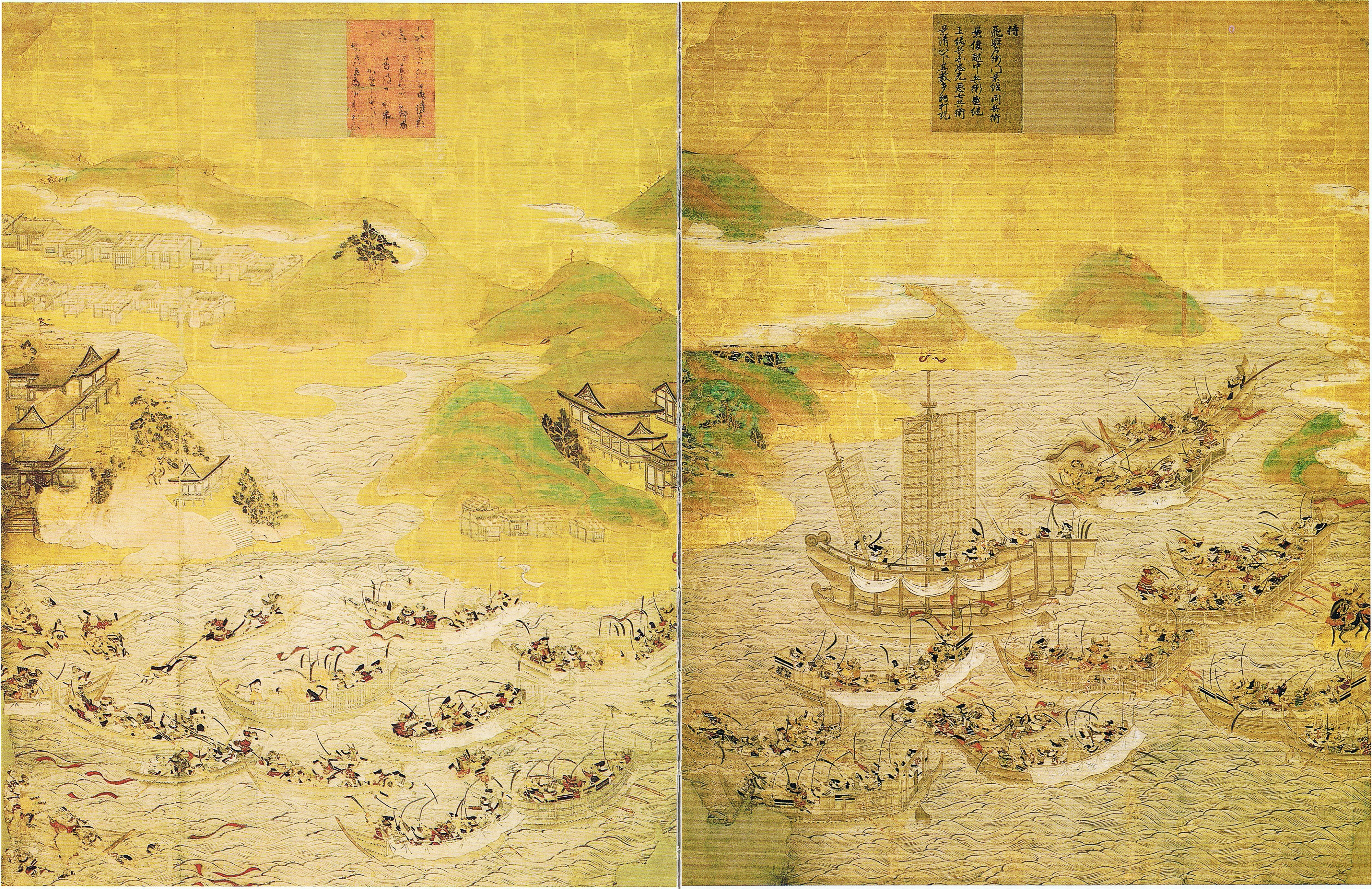
A dannourai-csata – részlet

 Még ezév őszén Joritomo parancsot adott ki Norijorinak a Tairák megtámadására. Így Norijori és Josicune 1185. március 18-án megkíséreltek hajóra szállni, azonban a legtöbb hajójuk megrongálódott egy viharban. Miután a javítási munkálatokat befejezték, március 22-én Josicune öt hajóval és százötven emberével áthajózott Sikokure, s az éj leple alatt a szárazföldön közelítették meg Jasimát. Mivel a Tairák a tenger felől várták a rajtaütést Josicune máglyát rakott, hogy összezavarja ellenfeleit. Realizálva a szárazföldi támadás lehetőségét a Tairák feladták Jasimát, s hajóval próbálták elmenekíteni Antoku császárt és a koronaékszereket. Három nappal később, március 25-én került sor Dannouránál az utolsó összecsapásra, mellyel lezárult a Genpei-háború. Bár a kezdeti fölény a Tairák kezében volt, Josicune vezetésével a Minamotok sorra vonták irányításuk alá az ellenséges hajókat. Mikor világossá vált a csata végkimenetele a legtöbb Taira nemes öngyilkosságot követett el, köztük a hat esztendős Antoku császár és nagyanyja is.

### A kezdeti konfliktusoktól a bujdosásig
Josicune hősként tért vissza Kiotóba, ahol tisztséget kapott a kebiishiben, ami a kor egyetlen tényleges rendfenntartó egysége volt, továbbá ez a szervezet alkotta a közigazgatás gerincét is. Joritomo ekkorra, akinek már korábban bogarat ültetett a fülébe Josicune egyik ellenlábasa, sikeres öccsében ugyanazt az ellenséget látta, mint korábban Josinakában is. Eldöntötte tehát, hogy megszabadul Josicunétól, s a feladatra másik testvérét, Norijorit jelölte ki. Norijori próbálta lebeszélni erről a lépésről bátyját, azonban Joritomo ezt a gesztust árulásnak deklarálta. Száműzte a férfit az izui Suzendzsi-szentélybe, ahol nem sokkal később meg is gyilkoltatta. 1185. május 6.-án Josicune kísérletet tett, hogy meglátogassa bátyját Kamakurában, azonban a városba való belépését Joritomo megtagadta. Az ekkor írt levele alapján Josicune ugyan szomorúan vette tudomásul testvére elutasító magatartását, azonban egy ideje érezte, hogy viszonyuk már nem a régi. Ezt követően megkísérel nagybátyja, Minamoto no Jukiie támogatásával lázadást szítani Joritomo ellen, azonban ez a próbálkozás kudarcba fullad. Joritomo ezt követően elrendeli Josicune kivégzését, akinek nem marad más választása, minthogy meneküljön. Évekig járta az országot Benkei társaságában, többnyire szerzetesnek álcázva magát. Végül Fudzsivara no Hidehira, Mucu tartomány ura felajánlja segítségét és menedéket nyújt a két férfinak Hiraizumiban.

### Halála
Fudzsivara no Hidehira meghalt 1187-ben, s helyét fia, Fudzsivara no Jaszuhira vette át. Bár eleinte apjához hasonlóan menedéket kínált Josicunénak, végül engedve Joritomotól való félelmének elárulta a férfit; nagyjából ötszáz katonájával körbevette Josicune Koromo-folyónál lévő rezidenciáját és megadásra sarkallta a férfit. Látva, hogy nincs kiút a helyzetből, Josicune előbb végzett családjával, majd szeppukut követett el. Benkei a végsőkig védelmezte a szobát, melyben ura véget vetett életének. A Gikeiki szerint Benkei nyilakkal borított teste még holtában is olyan félelmetkeltően állt a helyiség előtt, hogy a katonák hosszú ideig nem merték megközelíteni őt. Josicune fejét Jaszuhira egy hordó szakéban tartósítva elküldi Joritomonak, aki ezt követően felszámolja a Fudzsivarák központját is, ezzel megszilárdítva hatalmát egész Japánban.

## Legendák és teóriák

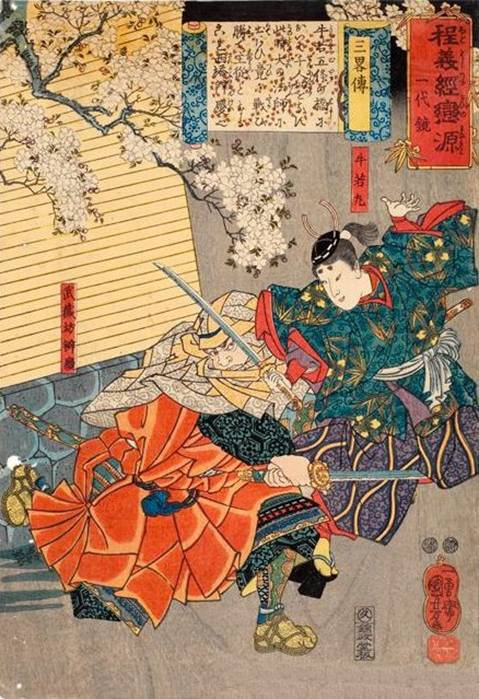
Josicune és Benkei párbaja (Utagava Kunijosi)

Az első Josicunéra vonatkozó legendák nagyjából a 14. században keletkeztek. Ezekben még csak a kiváló katonai vezető szerepében jelenik meg, s csak később kezdenek el mesélni a gyerekkoráról, illetve élete kései szakaszáról. Ebből a korszakból származik mind a Heike monogatari, mind a Gikeiki. Míg az előbbi a Taira és a Minamoto család viszálykodásának történetét írja le, az utóbbi viszont magának Josicunénak a kalandjait tartalmazza. A legendák megegyeznek abban, hogy a gyermek Usivakamarut igen heroikusan festik le; fiatal kora ellenére páratlan kardforgató, kiválóan ért a zenéhez, bátor, egyenes jellem. A felnőtt Josicunét többnyire erényes harcosként és vezetőként írják le.

### Josicune és Benkei találkozása
Benkeiről úgy tartják, hogy vándorútjai alatt számos harcossal párbajozott azzal a feltétellel, hogy a győztes lemond a kardjáról a vesztes javára. Hatalmas erejének köszönhetően soha senki ellen nem vesztett, s néhány év alatt kilencszázkilencvenkilenc kardot gyűjtött össze. Miközben az ezredik ellenfelét kereste elvetődött Kiotóba. Ahogy a Kitano-szentély felé indult volna, a szerzetesek figyelmeztették őt, hogy egy szellem áll őrt a Godzsó-hídnál és senkit nem enged át sötétedés után harc nélkül. Benkei nem törődve a figyelmeztetéssel tovább haladt a híd felé, hogy legyőzze a szellemet. Amint a hídhoz ért egy kisfiú állta el az útját, s nem engedte tovább. Gondolván, hogy ez a szellem lesz, Benkei készen állt hogy életre-halálra megküzdjön a lénnyel. Bár Benkei alulmaradt a küzdelemben, képességeit látva a szellem úgy döntött, hogy meghagyja életét. Miután Benkei megtudta, hogy ellenfele a csupán alig tíz éves Josicune (Usivakamaru) volt, letérdelt előtte és felajánlotta neki, hogy egész hátralévő életében szolgálni fogja őt.
A történet egy másik népszerű változata szerint Benkei volt az, aki a Godzsó-hídnál az éjszaka leple alatt minden arra járó harcost kihívott párbajozni. Így gyűjtötte össze a kilencszázkilencvenkilenc kardot, s várta hogy felbukkanjon az ezredik ellenfele, aki nem más volt mint az ifjú Josicune. Ami mindkét változatban megegyezik, hogy Josicune könnyűszerrel legyőzte Benkeit, aki ennek hatására felajánlotta szolgálatait a fiúnak.

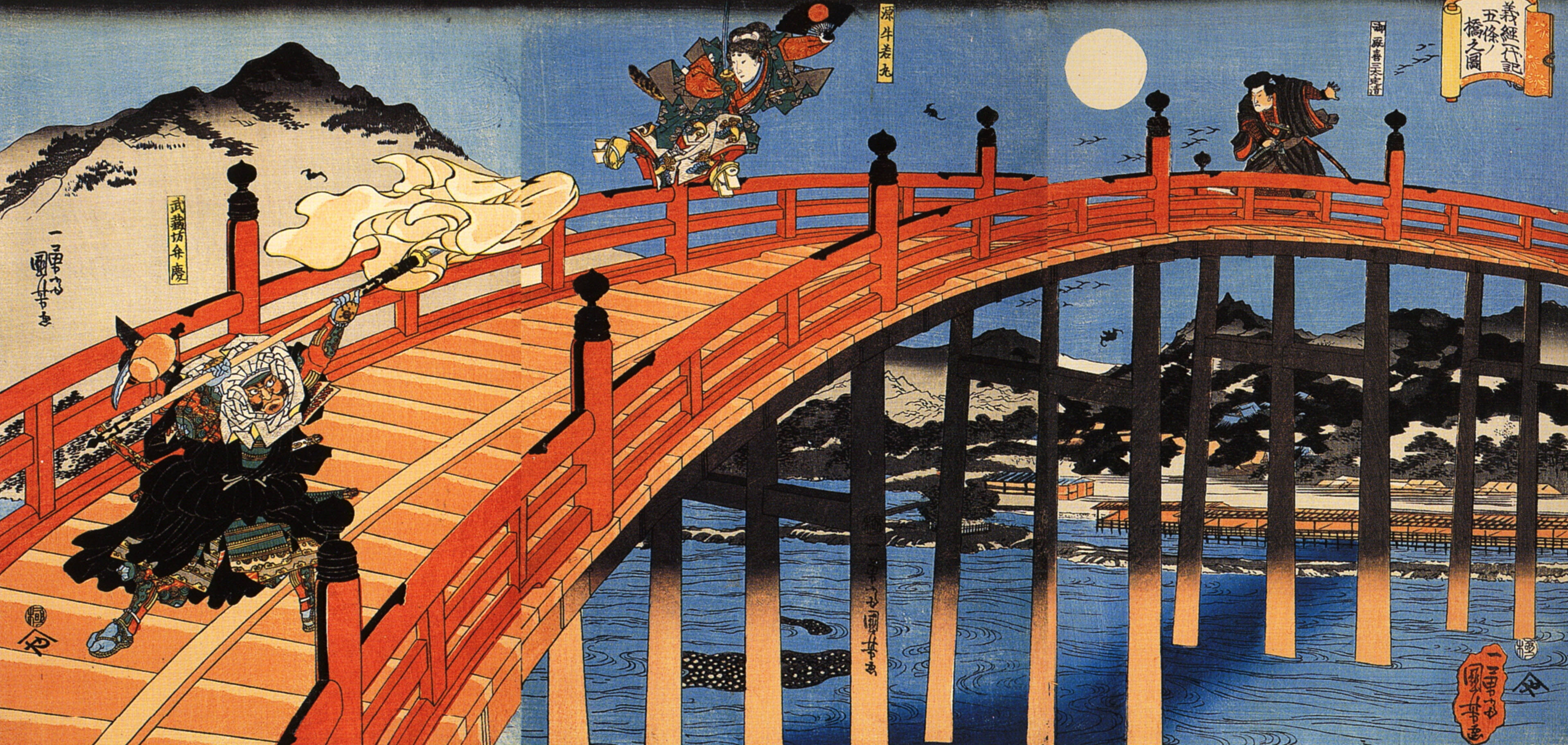
Josicune és Benkei harca a Godzsó-hídnál, Kiotó

### Elméletek Josicune halálával kapcsolatban – ADzsingisz-teória
A 15. századra számos olyan szóbeszéd terjedt el, miszerint Josicune nem halt meg, hanem valahova északra menekült. Az Edó-korban bővült tovább a legenda, miszerint Josicune Hokkaidóra menekült bátyja elől, majd onnan tovább ment Szahalinra, ahonnan végül átkelt a kontinensre. Ezt megerősítendő, a 17. század közepén egy Szavada Gennai nevű férfi írásában azt fejtegette, hogy Josicune Hokkaidóról a kontinensre ment, ahol eljutott a Csin-dinasztiáig. Ezen írását azonban egyértelműen hamisítványnak ítélték. Ennek ellenére a korban számos hasonló témájú könyv született. A Josicune túléléséről szóló legendák valódi táptalaját azonban nem ezek, hanem a híres térképész és felfedező, Mamija Rinzó beszámolói adták. 1808-ban a sógunátus megbízásából Szahalinra utazott. Miután Szahalinról megállapította, hogy egy sziget, átkelt a kontinensre, ahol 1809 és 1910 között járta az Amur folyó mentét. Beszámolója szerint a helyi lakosok azt állították, hogy a hagyomány szerint a császár egy japán ember leszármazottja. De hogy is kerül a képbe Dzsingisz kán? A Meidzsi-korban a japán kormány számos fiatalt küldött külföldre tanulási célzattal. Közéjük tartozott egy bizonyos Szuemacu Kencsó is, aki 1880 és 1884 között végezte tanulmányait a Cambridge-i Egyetem jogi karán. Bár elsősorban diplomata volt, egyik legjelentősebb munkája a Gendzsi szerelmeinek lefordítása, mely a mű első ismert európai fordítása. Szuemacu írt egy értekezést, miszerint Dzsingisz kán nem más volt, mint Minamoto no Josicune. Ez a mű pedig alapvető forrásává vált a hasonló témában írt könyveknek. Bár jól ismerte mind az európai mind a japán történelmet, s elmélyült a mongol történelemmel kapcsolatos szakirodalom tanulmányozásában is, az azonosságot Dzsingisz és Josicune között csupán bizonytalan és abszurd érvekkel tudta alátámasztani. Ennek ellenére – noha arról nincs adatunk, hogy Angliában hogyan fogadták elméletét – Japánban nagy népszerűségnek örvendett. Nem meglepő tehát, hogy Szuemacu írása nem az utolsó kísérlet volt a teória bizonyítására. Miután 1924-ben a japánok csapatokat küldtek Szibériába Ojabe Mataicsiró, lelkipásztor és politikai aktivista, megjelentette könyvét Dzsingisz kán vált Josicunéból címmel, melyből szintén sikerkönyv lett. Ojabe életének kései szakaszát főként ennek az elméletnek az igazolására szentelte; többek közt felkutatta a Dzsingisz kánhoz fűződő legendák színhelyeit is. Bár 1945-ben Japán a második világháborút a vesztesek oldalán zárta, a csökkenő nemzeti morál ellenére is tovább élt a Dzsingisz-Josicune-teória.

## Minamoto no Josicune megjelenése a kultúrában

### Hagyományos kultúra

#### Nó-darabok
- Zeami Motokijo: Jasima. („A jasimai csatamező”) (japánul: 八島, Hepburn-átírással: Yashima) – harcos típusú nó-darab [10]
- Kanze Kodzsiró Nobumicu: Funa Benkei. („Benkei a csónakban”) (japánul:船弁慶) – démon típusú nó-darab [10]
- Kanze Kodzsiró Nobumicu: Ataka. („Az atakai határ”) (japánul:安宅) – őrült típusú nó-darab [11]
- Mijamaszu: Kurama Tengu. („A Kurama-hegy manója”) (japánul:鞍馬天狗) – démon típusú nó-darab [12]

#### Dzsóruri- és kabuki-darabok
- Takeda Izumo, Mijosi Sóraku, Namiki Szenrjú: Josicune Szenbonzakura. („Josicune és az ezer cseresznyefa”) (japánul: 義経千本桜, Hepburn-átírással: Yoshitsune Senbonzakura) – dzsóruri- és kabuki-darab, 1747.[10]
- Namiki Szószuke: Icsi no tani futaba gunki. („Küzdelem Icsi no taninál”) (japánul: 一谷嫩軍記, Hepburn-átírással: Ichi no Tani Futaba Gunki) – dzsóruri- és kabuki-darab, 1751.
- III. Namiki Gohei: Kandzsincsó. („A gyűjtőív”) (japánul: 勧進帳, Hepburn-átírással: Kanjinchou) – az Ataka című nó-darab alapján készült kabuki-darab, 1840.[12]

#### Irodalmi művek
- Murakami Genzó: Minamoto no Josicune (japánul:源義経, Hepburn-átírással: Minamoto no Yoshitsune)
- Josikava Eidzsi: Új Heike monogatari. (japánul:新・平家物語, Hepburn-átírással: Shin Heike Monogatari)
- Siba Rjótaró: Josicune. (japánul:義経, Hepburn-átírással: Yoshitsune)
- Aszakura Takuja: Kimi no nagori o sita (japánul:君の名残を(下), Hepburn-átírással: Kimi no nagori wo shita)

### Populáris kultúra

#### Mangák
- Tezuka Oszamu: Hi no tori. (Főnix) (japánul: 火の鳥) 1956-1988.
- Takemija Keiko: Azumakagami. (japánul: 吾妻鏡) 1994-1996.
- Ueda Rinko: Rjo. (japánul: リョウ, Hepburn-átírással: Ryo) 1995-1999.
- Akahori Szatoru: Genpeiden NEO. (japánul:源平伝NEO) 1991-2001.
- Cucumi Sóko: Jókoden Josicune Szenbonzakura. (japánul: 妖孤伝義経千本桜, Hepburn-átírással:Youkoden Yoshitsune Senbonzakura) 1999.
- Szavada Hirofumi: Sanaó Josicune. (japánul:遮那王義経, Hepburn-átírással: Shanaou Yoshitsune) 2000-2007.
- Nogucsi Takasi: Kurozuka. (japánul: KUROZUKA-黒塚) 2002-2006.
- Hirano Kóta: Drifters. (japánul: ドリフターズ) 2009-
- Egucsi Nacumi: Hózuki no reitecu. (japánul:鬼灯の冷徹, Hepburn-átírással: Hoozuki no Reitetsu) 2011-
- Szonisi Kendzsi: Neko neko nihonsi. (japánul:ねこねこ日本史, Hepburn-átírással: Neko Neko Nihonshi) 2015-

#### Filmek
- Usivakamaru (japánul: 牛若丸), Hepburn-átírással: Ushiwakamaru), 1910. – Azonos címmel további négy film készült 1927-ben, 1925-ben, 1941-ben, valamint 1952-ben.
- Josicune Szenbonzakura (japánul: 義経千本桜, Hepburn-átírással: Yoshitsune Senbonzakura), 1912.
- Josicune Kosigoedzsó (japánul: 義経腰越状, Hepburn-átírással: Yoshitsune Koshigoejou), 1913.
- Minamoto no kuró Josicune (japánul: 源九郎義経, Hepburn-átírással: Minamoto no kurou Yoshitsune) 1956.

#### TV drámák
- Minamoto no Josicune (japánul: 源義経, Hepburn-átírással: Minamoto no Yoshitsune), 1959. (sugározta: NET, főszerepben: Kitaódzsi Kinja)
- Minamoto no Josicune (japánul: 源義経, Hepburn-átírással: Minamoto no Yoshitsune), 1966. (sugározta: NHK, főszerepben: VII. Onoe Kikugoró)
- Minamoto no Josicune (japánul: 源義経, Hepburn-átírással: Minamoto no Yoshitsune), 1990. (sugározta: TBS, főszerepben: Higasijama Norijuki)
- Minamoto no Josicune (japánul: 源義経, Hepburn-átírással: Minamoto no Yoshitsune), 1991. (sugározta: Nippon TV, főszerepben: Nomura Hironobu)
- Josicune (japánul: 義経, Hepburn-átírással: Yoshitsune), 2005. (sugározta: NHK, főszerepben: Kamiki Rjúnoszuke, majd Takizava Hideaki)

#### Animék
- Neko neko nihonsi. (japánul:ねこねこ日本史, Hepburn-átírással: Neko Neko Nihonshi) 2016-2018.
- Hózuki no reitecu. (japánul:鬼灯の冷徹, Hepburn-átírással: Hoozuki no Reitetsu) 2014-2018.
- Drifters. (japánul: ドリフターズ) 2016.

### Magyarul
- Gy. Horváth László: Japán kulturális szótár. Budapest: Corvina Kiadó, 2018. ISBN 978 963 13 6487 3
- Kokubu Tamocu: A japán színház. Budapest: Gondolat Könyvkiadó, 1984. ISBN 963 281 456 8

### Idegen nyelven
- Miyawaki-Okada, Junko: The Japanese Origin of the Chinggis Khan Legends. In: Inner Asia. 8. évfolyam 1. szám 2006. 123-134.o.
- Saito Hisho: A history of Japan. London: Kegan Paul, Trench, Trubner & Co, 1912. [English translation by Elizabeth Lee]